# Deinopis unicolor
Deinopis unicolor är en spindelart som beskrevs av Ludwig Carl Christian Koch 1879. Deinopis unicolor ingår i släktet Deinopis och familjen Deinopidae.
Artens utbredningsområde är Western Australia. Inga underarter finns listade i Catalogue of Life.